# Kh-35

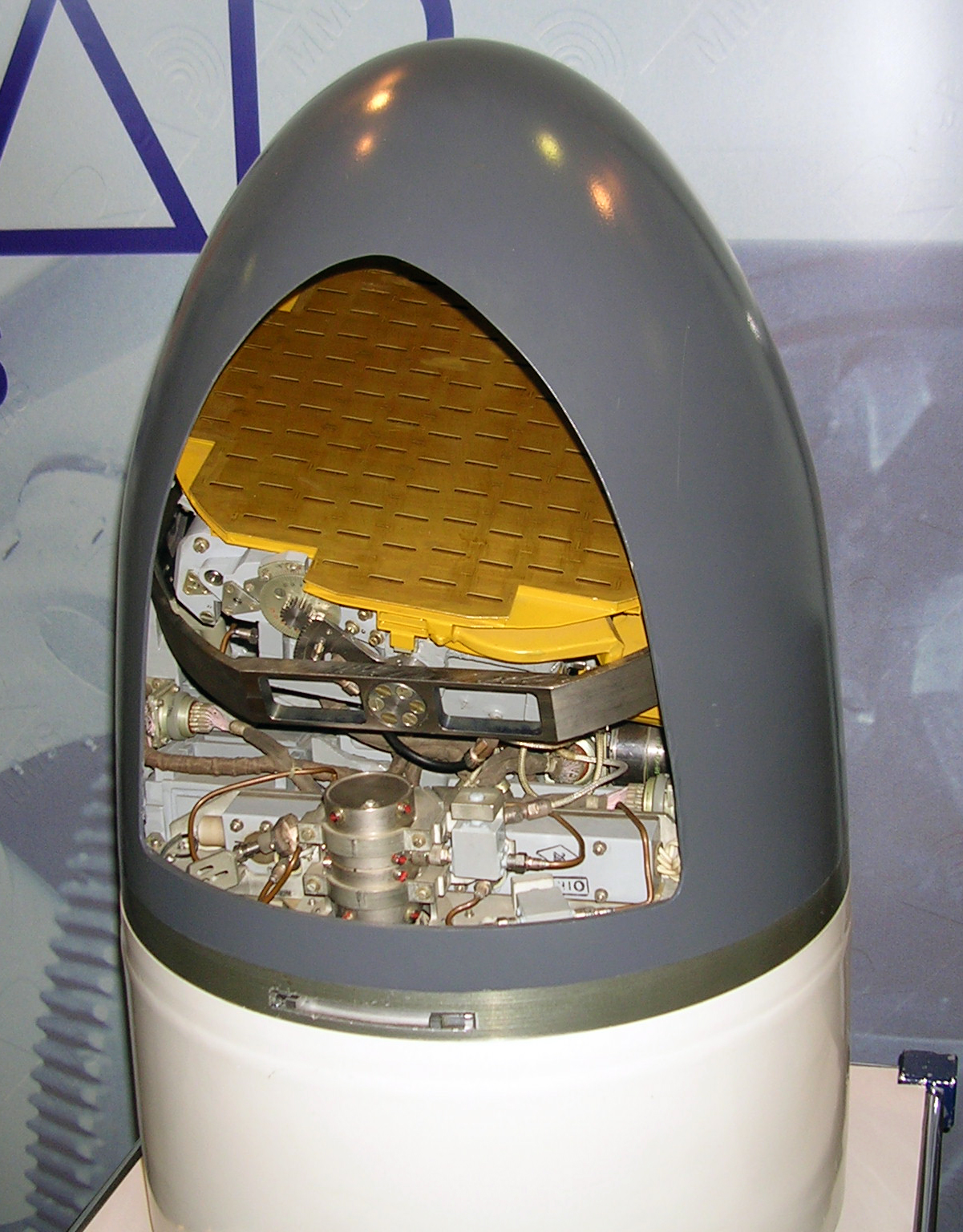

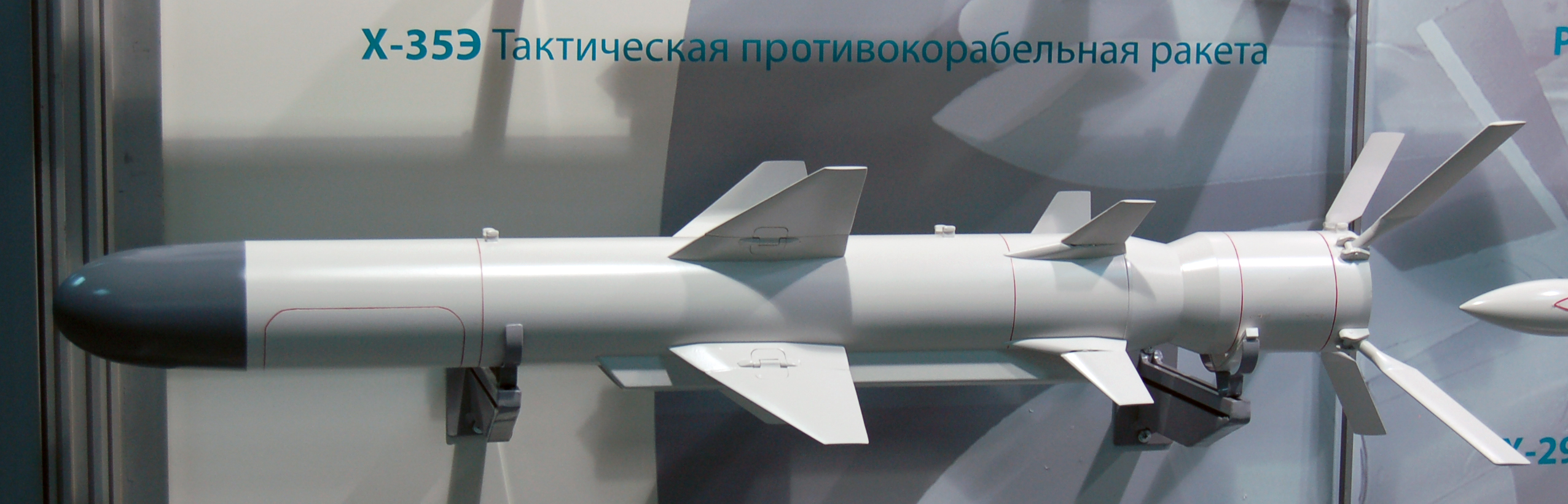

Zvezda Kh-35 (tiếng Nga: Х-35) (Mã GRAU: 3M24, NATO gọi là AS-20 'Kayak') là phiên bản phóng từ máy bay phản lực của một loại tên lửa chống tàu do Nga sản xuất. Cùng một loại tên lửa có thể phóng từ trực thăng, các tàu mặt nước và các khẩu đội phòng thủ bờ biển với sự trợ giúp của tầng đẩy phản lực, trong trường hợp đó nó được gọi là Uran ('uranium';SS-N-25 'Switchblade'; GRAU 3M24) hay Bal ('whale';SSC-6 'Stooge';GRAU 3K60). Loại tên lửa này cũng có biệt danh Harpoonski vì trông bề ngoài khá giống loại tên lửa chống hạm AGM-84 Harpoon của Mỹ. Nó được thiết kế để tiêu diệt các tàu thủy có giãn nước lên tới 5000 tấn., tuy nhiên nó cũng có thể đánh chìm các tàu lớn hơn nhiều (nếu phóng nhiều tên lửa nhắm vào cùng 1 mục tiêu). Loại tên lửa này thay thế cho các tên lửa P-15 Termit đã lỗi thời cũng như dùng cho việc xuất khẩu.

## Phát triển
Zvezda bắt đầu nghiên cứu phát triển Kh-35 vào năm 1983 với vai trò là một tên lửa đất đối đất nhằm thay thế cho P-15 Termit dành cho thị trường xuất khẩu.
So với các loại tên lửa chống hạm hạng nặng như Yakhont, tính năng của Kh-35 thấp hơn đáng kể (vận tốc Mach 0,8 so với Mach 2,5 của Yakhont, đầu đạn 145 kg so với 250 kg của Yakhont), bù lại giá thành tên lửa khá rẻ (khoảng 500.000 USD/quả), chỉ bằng 1/3 so với Yakhont nên có thể mua với số lượng lớn. Kh-35 cũng có kích thước nhỏ gọn hơn nhiều (chỉ nặng khoảng 500–600 kg, bằng 1/5 so với Yakhont), có thể dễ dàng trang bị cho nhiều loại phương tiện phóng, từ tàu chiến, xe phóng cho tới máy bay chiến đấu cỡ nhỏ như MiG-21. Đối với các mục tiêu có sức mạnh phòng không ở mức trung bình (tàu vận tải, tàu tuần tiễu, khu trục hạm cỡ nhỏ) thì dùng Kh-35 sẽ có hiệu quả cao hơn về mặt chi phí.

## Thiết kế
Tên lửa Kh-35 có tốc độ cận âm, có hình dáng khí động học bình thường với cánh chữ thập và cánh thăng bằng và ống hút khí nửa chìm. Tên lửa dùng động cơ tuốc bin cánh quạt đẩy (turbofan). Tên lửa này được điều khiển bay tới mục tiêu ở pha cuối của quỹ đạo bằng lệnh từ radar chủ động của tên lửa và thiết bị đo độ cao vô tuyến.
Dữ liệu về mục tiêu có thể được nạp vào tên lửa từ tàu sân bay hay các nguồn dữ liệu ngoài. Một dữ liệu nhiệm vụ bay được đưa vào hệ thống điều khiển tên lửa sau khi tọa độ mục tiêu được đưa vào đầu vào. Một hệ thống dẫn đường quán tính điều khiển tên lửa trong khi bay, ổn định tên lửa ở độ cao đường bay đã thiết lập và dẫn tên lửa tới khu vực địa điểm mục tiêu. Ở một khoảng cách nhất định cách mục tiêu, tên lửa bật radar tìm kiếm, khóa và theo dõi mục tiêu. Sau đó, hệ thống điều khiến quán tính chuyển tên lửa về hóa mục tiêu và thay đổi độ cao xuống rất thấp. Ở độ cao này, tên lửa tiếp tục quá trình điều khiển bằng dữ liệu nạp vào tên lửa và hệ thống điều khiển quán tính tiếp tục điều khiển tên lửa cho đến khi tên lửa trúng mục tiêu.
Loại ra đa dò tìm mới là Gran-KE đã được phát triển bởi hãng SPE Radar MMS và sẽ được thay thế loại radar ARGS-35E X sử dụng trong tên lửa này.

## Lịch sử hoạt động
Kh-35U đưa vào trang bị năm 1994. Hiện nay trên thế giới có nhiều quốc gia đang sở hữu loại tên lửa này.

## Biến thể
- Kh-35 Uran/Uran-E (SS-N-25 'Switchblade', 3M-24) - Phiên bản sản xuất dành riêng cho Nga (2003).[5] Tầm bắn 130 km.
- Kh-35E (3M-24E) - Phiên bản xuất khẩu (1996).
- Kh-35U - Phiên bản cải tiến và đa năng, có thể phóng từ máy bay, tàu chiến hoặc bệ phóng trên xe (2015).[6], có thể tấn công các mục tiêu trên đất liền[7] Tầm bắn tăng lên 250 – 300 km.
- Kh-35UE - Phiên bản xuất khẩu của Kh-35U.
- Kh-35V - Phiên bản sản xuất dành riêng cho Nga, phóng từ trực thăng.
- 3M-24EMV - Phiên bản xuất khẩu không mang đầu đạn, dành riêng cho Việt Nam.
- Bal/Bal-E - Hệ thống phòng thủ bờ biển, các bệ phóng đặt trên xe tải (SSC-6 Sennight) (2008).
- KN-09 Kumsong-3 - Phiên bản của Bắc Triều Tiên tự sản xuất, tầm bắn tương đương Kh-35U.
- Kh-37 hoặc Kh-39 - có lẽ là phiên bản mang đầu đạn hạt nhân.
- VCM-01 - Phiên bản Việt Nam tự sản xuất

## Quốc gia sử dụng

### Hiện nay
Nga
 Ấn Độ
 Algérie
 Việt Nam
 Cộng hoà Dân chủ Nhân dân Triều Tiên

### Trước kia
Liên Xô
 Iran

## Các loại vũ khí có tính năng tương đương
- AGM-84 Harpoon (USA) - đầu nổ 221 kg, tầm bắn 93–315 km phụ thuộc vào cơ cấu phóng
- C-802/YJ-82 CSS-N-8 'Saccade' (Trung Quốc) - đầu nổ 165 kg, tầm bắn 120–180 km
- Exocet (Pháp) - đầu nổ 165 kg, tầm bắn 70-180 kmge
- RBS-15 (Thụy Điển) - đầu nổ 200 kg, tầm bắn 200 km
- Sea Eagle (UK) - đầu nổ 230 kg, tầm bắn 110+ km